# Aperitivo

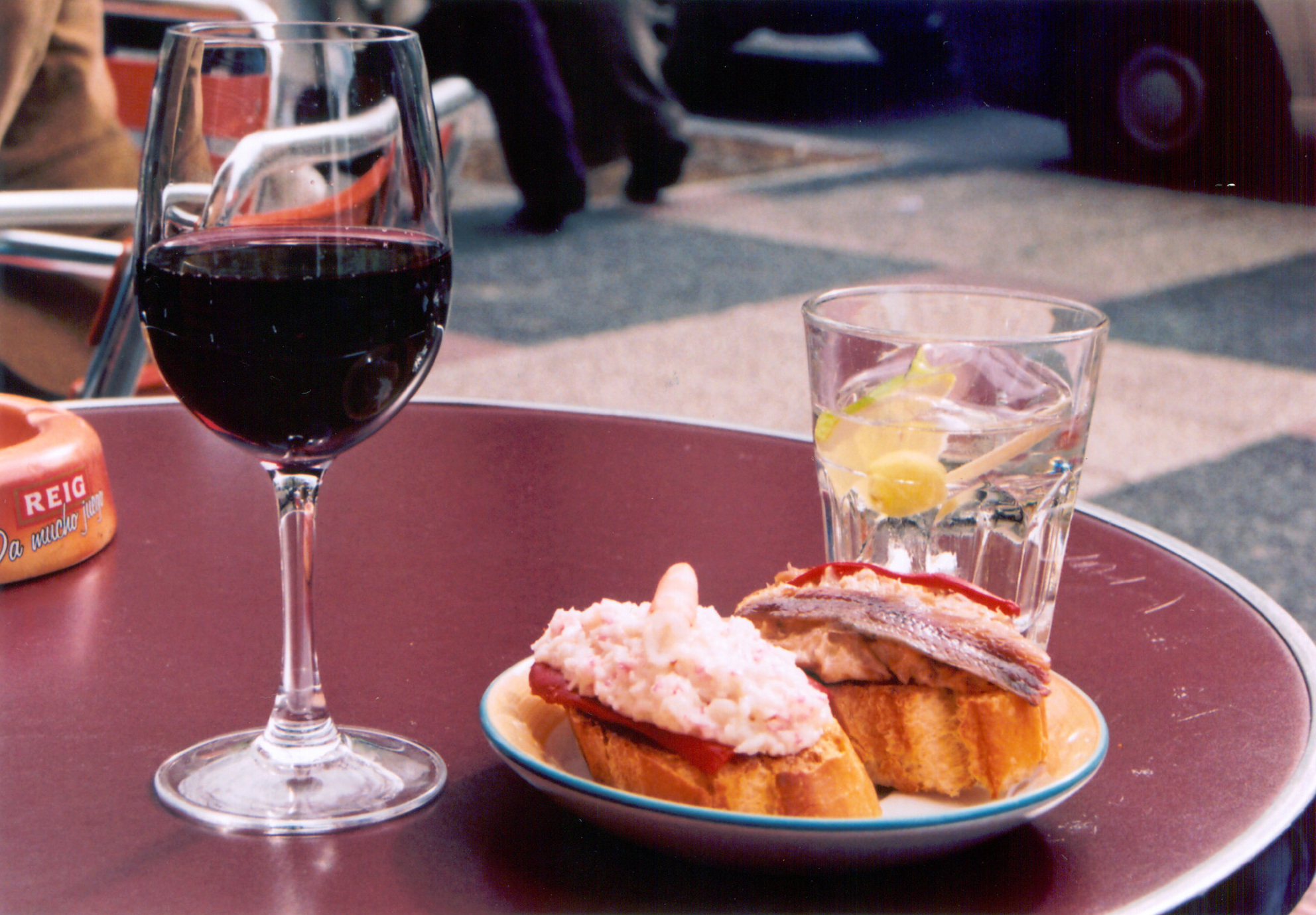
Aperitivo típico num bar em Espanha, composto por dois montaditos, um copo de vinho tinto e um martini branco.

Aperitivos ou entradas são preparações culinárias ligeiras, simples ou elaboradas, frias ou quentes, que se servem antes do prato principal de uma refeição, normalmente acompanhado por uma bebida.[carece de fontes?] A sua função é abrir o apetite, manter os comensais ocupados enquanto esperam pelo prato principal ou, no caso de um restaurante, impressionar favoravelmente o cliente.

## Variações lexicais
Dentre outros nomes pelos quais os aperitivos são conhecidos, constam petisco, acepipe ou tira-gosto.

## Variedades
A variedade de acepipes é imensa, sendo que a possibilidade de misturar produtos crus (alface, cenoura, aipo) com produtos cozinhados (batata, feijão-verde, carnes, peixe) permite ao cozinheiro uma grande criatividade. O garde-manger é o responsável pela elaboração dos aperitivos frios, sendo o entremetier ou o pasteleiro os responsáveis pela elaboração dos aperitivos quentes.
Exemplos de aperitivos: azeitonas recheadas, amendoins, biscoitos salgados com queijo, presunto, salsichas quentes ou frias, cubos de queijo, pizas, quiches, croquetes, rissóis, pastéis de bacalhau, sardinhas em conserva, atum, saladas, carnes frias, ovos recheados, salada de feijão-frade, cocktail de marisco, caracóis, espargos, alcachofras, musse de fiambre, figos ou melão com presunto, vol-au-vent, pera-abacate, espadarte, salmão fumado.[carece de fontes?]
Em Minas Gerais, o termo é utilizado como sinónimo para aguardente, que também é tomada antes das refeições.[carece de fontes?]